# Nothofagus dombeyi
El coihue, coigüe (del mapudungun koywe) o roble (Nothofagus dombeyi), es un árbol perenne que crece en el centro y sur de Chile y en el sudoeste de Argentina. En Chile se lo encuentra entre las regiones O'Higgins y Aysén, desde los 35 a 44° latitud sur, y desde el nivel del mar hasta 1600 m s. n. m. de altitud en los Andes. En Argentina se lo encuentra en cercanías a la cordillera de los Andes, al sur del paralelo 38° S; administrativamente en las provincias de Neuquén, Río Negro, y en el noroeste de Chubut.

## Descripción

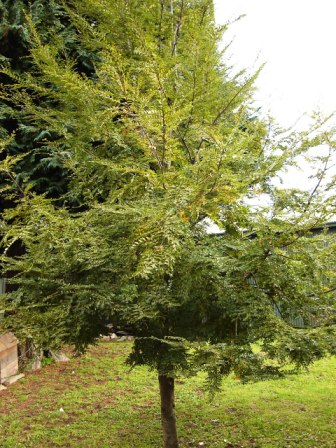
Árbol joven de coihue

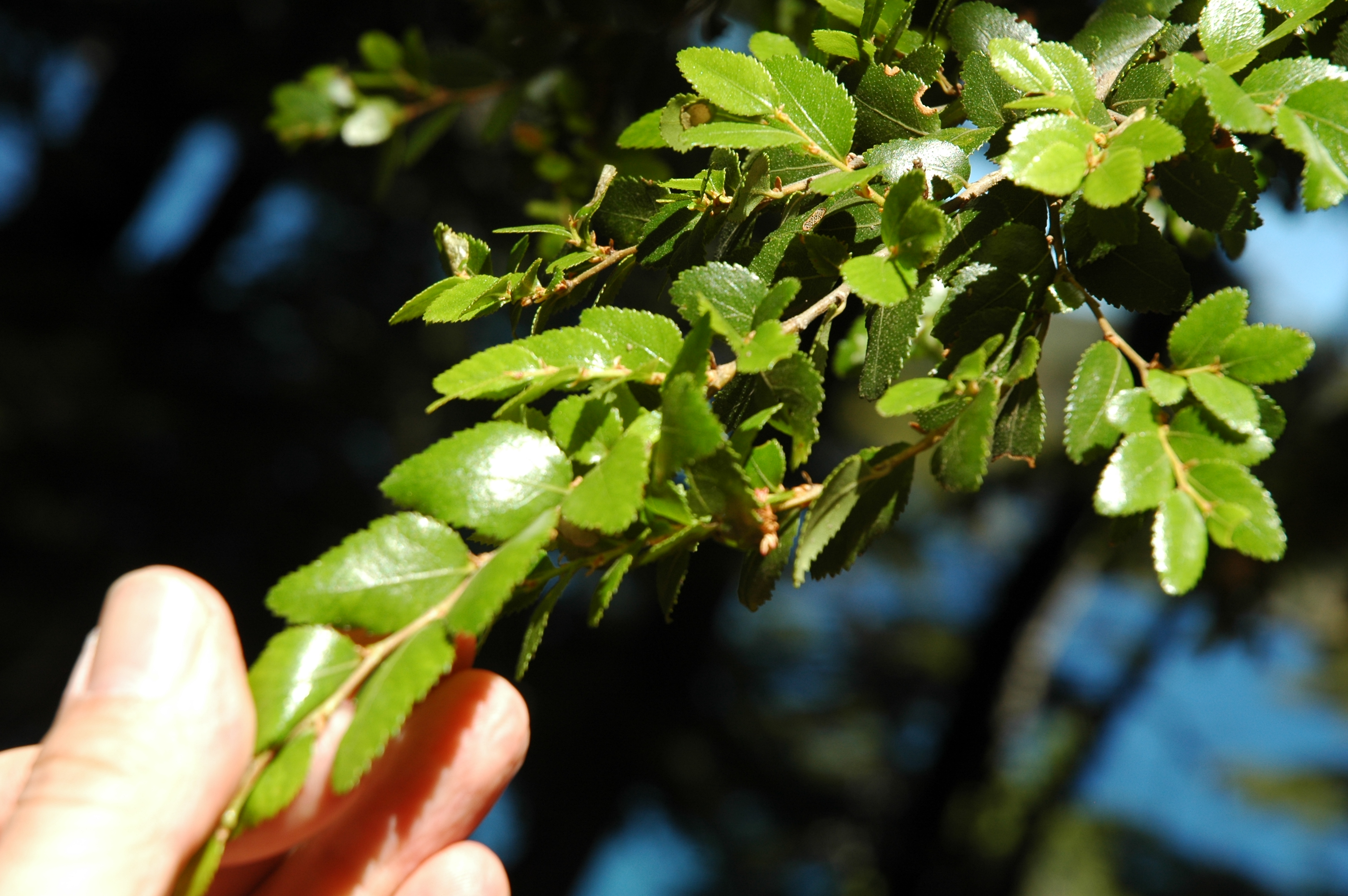
Hojas

Es un árbol frondoso, de corteza castaña-gris oscura, con grandes grietas superficiales y con ramas aplanadas horizontalmente que le dan un aspecto característico. Sus hojas son perennes y coriáceas, tienen un peciolo muy corto y forma de rombo redondeado, con el borde aserrado. Las flores son poco visibles, porque son verdes y miden menos de 5 mm de longitud. En un mismo individuo existen flores masculinas (que tienen anteras rojas) y femeninas y el polen se dispersa por la acción del viento. Nacen de a tres en un pedúnculo a mediados de primavera. Sus frutos son pequeños y poco notorios, sin embargo, en el sur de Chile existen personas que creen que el fruto del coihue es el llao llao (Cyttaria harioti), un hongo comestible de forma globosa; mientras que otros consideran frutos a las agallas (tumores) que el árbol crea para defenderse de la postura de huevos de cierto himenóptero. Su madera es semejante a la del roble.
Puede llegar a medir unos 35 m de altura, aunque han llegado a 45 m y permanecer en pie hasta 600 años.
Se encuentra protegido en distintas reservas y parques en Chile y Argentina para no perder su población. Por ejemplo, el parque nacional Conguillio, la reserva nacional Altos de Lircay en Chile o el parque nacional Nahuel Huapi y el parque nacional Los Alerces en Argentina.

## Usos
La madera es de color amarillo claro y se usa en carpintería y como leña de calidad intermedia. El corazón del árbol, llamado cure, es más duro y resiste mejor la humedad, por lo que se usa para hacer estacas que sostengan alambradas. Ha sido introducido como ornamental en las islas británicas y también en la costa norte del Pacífico de Estados Unidos.

## Taxonomía
Nothofagus dombeyi fue descrita por (Mirb.) Oerst. y publicado en Kongelige Danske videnskabernes Selskabs Skrifter, Naturvidenskabeli Mathematisk Afdeling 9: 354. 1871.
Etimología
Nothofagus: nombre genérico compuesto de notho = "falso" y Fagus = "haya", nombrándolo como "falsa haya".
dombeyi: epíteto otorgado en honor del botánico Joseph Dombey.
Sinonimia
- Nothofagus dombeyi (Mirb.) Blume
- Fagus dombeyi Mirb., Mém. Mus. Hist. Nat. 14: 467 (1827).
- Fagus dombeyi var. microphylla Phil., Anales Univ. Chile 91: 516 (1895).[10][11]